# ヴィルヌーヴ＝シュル＝ロット
ヴィルヌーヴ＝シュル＝ロット（フランス語: Villeneuve-sur-Lot、オック語: Vilanuèva d'Òlt）は、フランス、ヌーヴェル＝アキテーヌ地域圏、ロット＝エ＝ガロンヌ県のコミューン。
1253年、ポワティエ伯アルフォンス（ルイ9世の弟）によって建設された。ペリゴールとギュイヤンヌの境界にあり、上アジャネ地方（fr）に勢力を拡大するための支点の要塞としてつくられた。ヴィルヌーヴ＝シュル＝ロットは、南西フランス有数の大きく強力なバスティッド（fr、アルビジョワ十字軍時代から百年戦争にかけつくられた計画都市）であった。

## 地理
ヴィルヌーヴ＝シュル＝ロットは、ロット川に面したバスティードである。果樹園で覆われた、丘に囲まれた肥沃な平野にある。ペリゴールやクエルシーと近接し、トゥールーズとボルドーから等距離にある。

## 歴史

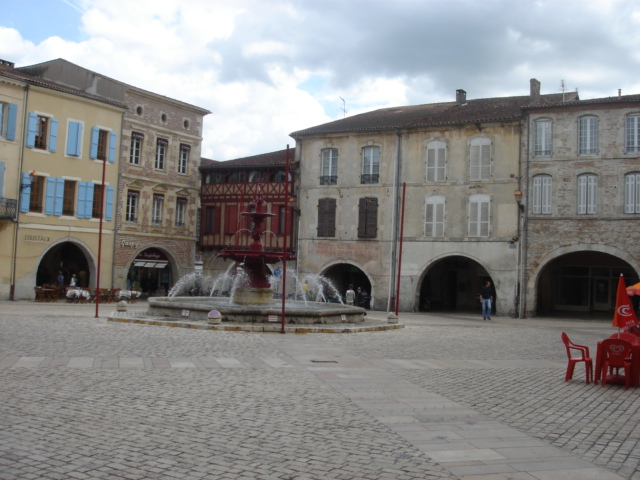
ヴィルヌーヴ＝シュル＝ロットの広場と噴水

森林と緑の丘から見下ろせるロット川の低い谷にあるヴィルヌーヴは、長い歴史を持つ。ローマ人は、この地に古いExcisumがあったと記している。これはまさに現在のコミューンから1km離れた場所で、2つの主要道が交差していた。最初ローマ軍団の駐屯地がつくられ、工房、フォルム、神殿から構成された。
11世紀初頭、ベネディクト会は小さな村落を設置して、その周囲に陶工や農夫の集団を集めた。しかしヴィルヌーヴはこの時代にまだ欠けていた。
1254年から1263年にかけ、ポワティエ伯アルフォンスが指揮をとってバスティッドを建設した。計画都市建設のため土地が売られ、Eyssesの修道士たちがこれを購入した。建設は明らかに、南西フランスの要塞化都市と同じ計画で指導された。コミューン中央の広場は直角になっていた。川の通り道にある数少ないポイントであるということは当時非常に好まれた。このために百年戦争やユグノー戦争で戦略的要所となった。権力に飢えた王妃マルゴはアジャネを手に入れようとヴィルヌーヴを強制的に通過した（1585年）。ヴィルヌーヴはフロンドの乱ではマザラン側についた。フロンド側の包囲と敗退によって、コミューンの城壁と堀に費用が費やされた。ヴィルヌーヴの歴史を乱すようなハイライトはもはやこなかった。1789年のフランス革命では、何の目立った動きもなく、『静かな革命派』であり続けた。

## 経済
19世紀半ばまで、コミューンの富を生み出したのは川だった。全ての品物はボートで運ばれた。オーヴェルニュからは材木とチーズ、ルエルグからは石炭と紙、クエルシーからはコムギとワインと果物が運ばれた、これらの品物はヴィルヌーヴを通過し、主要取引港のカオールへ運ばれた。ボートはボルドーまでも航行し、そこからフランス領の島々にある定住地へ運ばれていった。

## 姉妹都市
- アビラ、スペイン
- ブアケ、コートジボワール
- ノイシュタット・ベイ・コーブルク、ドイツ
- サン・ドナ・ディ・ピアーヴェ、イタリア
- トゥルーン、スコットランド

## 著名出身者
- ミカエル・ブラジョー - パイロット
- リュドヴィク・サネ - サッカー選手
- マドレーヌ・ポーリアック - 医師
- エレーヌ・ラポルト - 政治家